# Waldhotel Liechtensteiner Hof

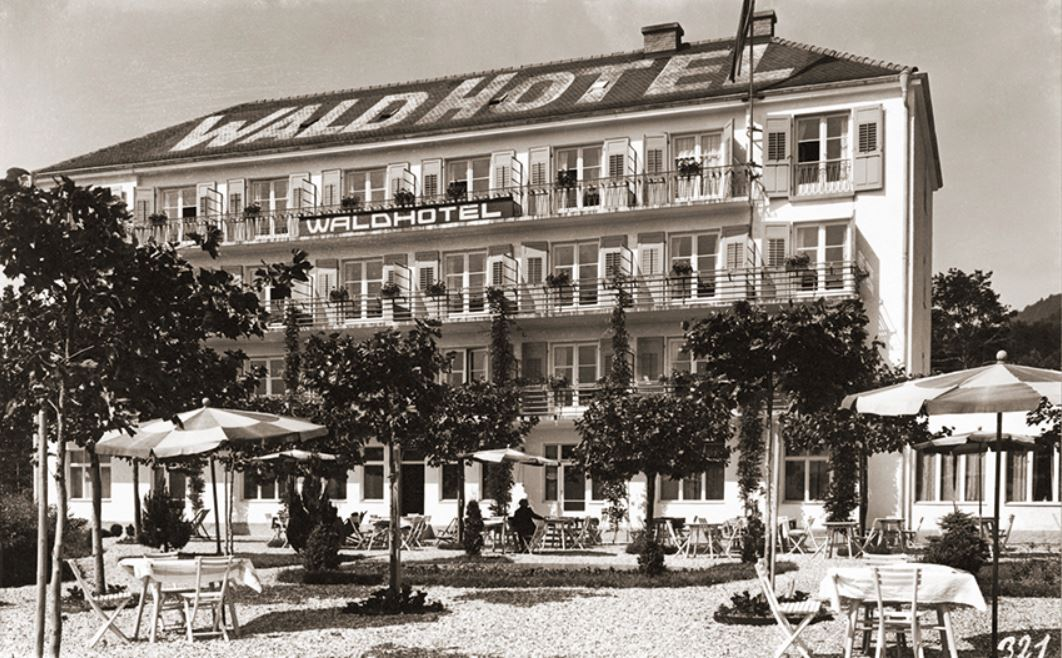
Waldhotel «Liechtensteiner Hof», Foto von Adolf Buck, Jahr unbekannt

Das Waldhotel «Liechtensteiner Hof» war ein Hotel im liechtensteinischen Hauptort Vaduz, das in den Jahren 1931/1932 nach Plänen des Münchner Architekten Gustav Ludwig (1876–1952) erbaut und 1974 abgebrochen wurde. Zur Zeit seiner Errichtung war es das erste Nobelhotel im Land und galt als Prototyp des modernen Hotelbaus in Liechtenstein.

## Geschichte
Das Waldhotel «Liechtensteiner Hof» wurde im Auftrag des Prager Investors Emanuel Epstein an der Fürst-Johannes-Strasse oberhalb des Vaduzer Villenviertels «Ebaholz» in einer Höhenlage von 560 m ü. M. erbaut. Der Architekt Gustav Ludwig beauftragte seinen jungen deutschen Kollegen Erwin Hinderer, der sich anlässlich dieses Auftrags in Schaan niederliess und dort ein Architekturbüro eröffnete, mit der Bauleitung des Projektes. Das rechteckige Hotelgebäude hatte vier Geschosse unter einem flachen Walmdach. Die Fenster und Balkone waren in regelmässigen Abständen gesetzt. Dem Hauptgebäude waren ein Casino und eine weitläufige Gartenanlage mit einem grossen Aussenschwimmbad angegliedert.

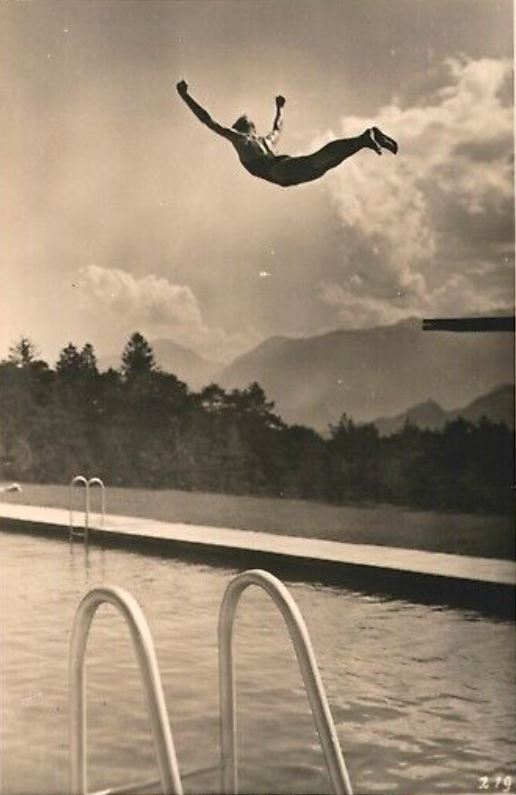
Das Schwimmbad des Waldhotels, Fotografie von Adolf Buck, ohne Jahr

Im Frühjahr 1933 lebten in dem Hotel über mehrere Monate die deutschen Theaterunternehmer Alfred und Fritz Rotter; bei einem Ausflug auf die Gaflei wurden sie Opfer eines Pogroms, bei dem Alfred Rotter und dessen Frau Gertrud zu Tode kamen. Im Jahr 1933 wurde das Hotel versteigert und gelangte so in den Besitz von Baumeister Ludwig Ospelt (1882–1949) und Schlossermeister Gustav Ospelt (1906–1990) aus Vaduz. Ludwig Ospelt war in der Folgezeit auch Wirt des Hotels; Gustav Ospelt war nur bis 1939 Mitbesitzer.
Die Freizeitanlage des Hotels mit dem Schwimmbad galt als besondere Attraktion und machte das Hotel zum beliebten Ausflugsziel für Gäste aus der weiteren Umgebung, vor allem aus der Schweiz, aber auch für die Bewohner des benachbarten Villenviertels. In den Jahren 1936, 1938 sowie von 1953 bis 1954 wurde das Hotel mehrfach umgebaut und erweitert. Das imposante Gebäude war auch Austragungsort verschiedenster gesellschaftlicher Anlässe wie Unterhaltungs- und Tanzabende, die Trophäenschau der Liechtensteiner Jägerschaft oder Kabarettvorstellungen. Im März 1957 fand im Waldhotel «Liechtensteiner Hof» mit 16 Mitgliedern die Gründungsversammlung der «Vereinigung der mund- und fussmalenden Künstler» (VDMFK) statt.
Nach der Ära des langjährigen Hoteldirektors Anton Ospelt wurde der Hotelbetrieb Ende der 1960er Jahre vorübergehend eingestellt; später übernahm der Hotelier Peter Prasch das Haus und betrieb im unteren Geschoss ein Bierlokal mit Biergarten.
Der architektonisch bemerkenswerte Bau wurde im Jahr 1974 abgerissen, weil man ihn (fälschlicherweise) für baufällig hielt, und das Schwimmbad wurde zugeschüttet. Die Gemeinde Vaduz konnte das Grundstück im Rahmen einer Versteigerung im Jahr 1979 erwerben. Heute befinden sich dort ein Grillplatz und der «Familienpark Waldhotel», in dem einige Gedenktafeln an das ehemalige Waldhotel erinnern.